# 丸藤正道
丸藤正道（1979年9月26日—）是隸屬於職業摔角聯盟「NOAH」（プロレスリング・ノア，Pro Wrestling NOAH）的職業摔角（プロレスラー）選手，出生於埼玉縣鴻巢市，血型O型。綽號為「飛空的天才兒」（空飛ぶ天才児）、「摔角場上的彗星」（リング上の彗星）。他以前曾打過籃球，師父為三澤光晴，並於1998年8月28日出道。

## 概要
丸藤正道因為是次重量級出身的緣故，擅長在繩索及角落使出華麗招式，同時受身也非常漂亮，被對手用DDT攻擊時，是整個人垂直倒立插在擂台或花道上，被對手使出踢擊之類的打擊技時，整個人是呈流線形方式飛出去，是個受身非常華麗的摔角選手。
跟KENTA組成的雙打隊伍被稱呼為「帥哥雙打隊伍」（イケメンタッグ），這支雙打隊伍除了打輸金丸義信與杉浦貴組三次以外，在次重量級的比賽全部都獲得勝利。現在因為兩個人的重點都在於單打比賽，因此目前這個雙打組合處於封印狀態。
丸藤正道於2005年10月結婚。
不只是普通的次重量級選手而已，丸藤正道已經是個能夠影響日本摔角界的摔角手，受到相當多讚賞。
現任NOAH日本職業摔角的副社長。

## 來歷

### 入門前→出道→全日本時代
進入崎玉榮高時，就在摔角部有活躍的表現，也有在高中校際比賽中出場的經驗。在高中畢業前，曾經參加過綜藝節目「男女糾察隊」的「全日本摔角入團預定」篇，雖然節目中沒有提起他的名字，但他還是有參與一些演出。畢業後，進入全日本摔角，於1998年8月28日在愛知縣岡崎市體育館與金丸義信進行出道戰。由於這場比賽是巨人馬場在世時最後的出道戰，因此當時被稱為「馬場最後的弟子」，電視台也有拍攝特別節目。丸藤正道為三澤光晴的弟子，當時以見習的身分的所屬於アンタッチャブル（UNTOUCHABLE，三澤光晴為領袖的摔角隊伍）。

### 移籍到NOAH~GHC次重量級王者時代
2000年7月，移籍至以三澤光晴為主腦的摔角聯盟NOAH。也成為了以三澤光晴為領導者的隊伍「WAVE」中的其中一員。2001年12月19日在有明大會時，從當時所屬於ZERO-ONE的高岩龍一手中，以22歲破紀錄的年齡奪回當時流出到其他團體的GHC次重量級王座。2002年1月20日，新日本的獸神萊卡及田中稔為了視察來到NOAH比賽，丸藤正道自己下去跟他們打了一場之後，說出「NOAH的次重量級是最強的」一句話，讓獸神萊卡非常不爽，進而引發與新日本的對抗戰。三月時丸藤正道左膝韌帶受傷，在連走路都很困難的狀態下，在4月7號與橋誠進行GHC次重量級王座第二次防衛戰，比賽時膝蓋傷勢更加惡化，裁判見丸藤的膝蓋傷勢過於嚴重，判定無法繼續出賽由橋誠獲勝。（但是之後橋誠很有個性的自動繳回腰帶，因為丸藤正道傷成那樣根本就不能打，打贏這種比賽毫無意義。）

### 離開三澤後獨立~帥哥雙打隊伍
傷後復出之後的2003年1月，跟三澤光晴進行了單打比賽，結果敗北。在此丸藤正道離開了三澤光晴的WAVE，而三澤光晴其他的弟子也跟著從WAVE畢業。
離開WAVE後，丸藤正道之後以「下克上」為旗號，以「用次重量級的身體對抗重量級的選手」為目標，跟著一樣是菜鳥的WILD II（森嶋猛&力皇猛）及KENTA一起奮戰。
同年7月，與KENTA組隊參加了初代GHC次重量級雙打淘汰賽。以非常好的狀態一路獲得勝利，於7月16日時進行決勝戰，擊敗了對手獸神萊卡& 村濱武洋組，獲得初代GHC次重量級雙打王座。之後，這支雙打隊伍不斷的獲得勝利保衛住腰帶，NOAH次重量級得人氣反而超越了重量級。

### 各王座戰線的最前線
2004年9月10日，與Pancrase的鈴木實對戰。雖然打輸了，但是鈴木實給丸藤正道非常高的評價，兩人意氣投合並組成了雙打隊伍。之後在2004 年10月16日時，挑戰了秋山準創立的白GHC腰帶。雖然體格有所落差，但還是打贏了秋山準，成為了白GHC第二代王者。
在此同時與KENTA組成的雙打隊伍一直獲勝，得到了「次重量級版絕對王者」的稱號。累計9次防衛成功，而且2005年5月7日、8日在Differ盃次重量級祭典決勝賽擊敗了日高郁人&藤田實組。但是在6月5日時，面對過去兩次都打輸的金丸義信&杉浦貴組又打輸了，同時也失去次重量級雙打王座。
但是在失去王座之後的6月18日，丸藤正道與鈴木實組成的雙打隊伍又擊敗了イギリス・モアカム&天蠍星組，再度奪下腰帶成為第十代GHC雙打王者。

### 從跟KENTA打了一場最佳比賽到挑戰重量級一級戰線
2006年1月22日，丸藤正道挑戰KENTA所持有的GHC次重量級單打王座，雖然打輸了但是這場比賽內容獲得極高度評價。比賽之後丸藤正道離開次重量級戰線，前往挑戰重量級戰線。
3月5日在日本武道館大會五大單打戰時，與當時的前GHC重量級王者田上明對決，最後丸藤正道趁隙切入完璧首固，擊敗了以前全日本重量級四大天王中的其中一人。
3月10日，與真日本摔角的次重量級傳說人物初代虎面佐山聰對決。雖然打輸了，但是讓初代虎面佐山聰驚嘆「日本的摔角依然很厲害！」
4月23日，在日本武道館與小橋健太進行單打賽。丸藤正道雖然發揮了天性力抗對手，但依舊無法擊敗「鐵人」小橋健太，最後還是敗北了。

### 成為GHC重量級王者&達成滿貫紀錄
2006年9月9日，之前已經跟田上明還有小橋健太對戰過的丸藤正道，充滿自信的前往挑戰當時的GHC重量級王者秋山準。一進一退的攻守之下，最後以完璧首固獲得勝利（27分29秒），得到了第10代GHC重量級王者的光環，也是NOAH創立以來第一個拿過全部王座的人（重量級、次重量級、重量級雙打、次重量級雙打、無差別級）
10月29日，在1月時丸藤正道打輸的次重量級王者KENTA前來挑戰丸藤正道的重量級王座。最後丸藤正道以變形漁人式落下技（地軸移動），以打破GHC 最長比賽時間紀錄的死鬥35分34秒擊敗KENTA（先前的紀錄是2004年的小橋VS秋山戰）。比賽之後，也決定了要與師父三澤光晴進行防衛戰。
可是在12月10日，與三澤光晴進行的防衛戰中，三澤光晴以雪崩式綠寶石飛瀑怒濤擊敗丸藤正道，因此失去了重量級王座。

### 其他團體的接觸、前進GHC雙打戰線
2006年12月24日，獲得第四回力道山盃。2007年4月1日初次參加了DDT摔角聯盟的比賽。與男色DINO組成雙打隊伍，跟KUDO&肌肉阪井對戰，比賽時男色DINO一直展開求愛行動妨礙丸藤比賽，但最後還是幫助他獲得勝利。
4月30日初次參加了KAIENTAI-DOJO的比賽。與元華組隊跟真霜拳號&房總男孩雷斗對戰，破解了雷斗的卑怯攻擊得到勝利。6月8日與BIG MOUTH的村上和成初次對戰。這場引人注目的比賽丸藤正道被打到大流血，村上和成用5分50秒的時間，以變形STO擊敗丸藤正道。（這場比賽村上和成從進場時就偷襲丸藤正道，並且隨後一直以鐵倚子及拳擊等違規行為攻擊才擊敗丸藤正道，並非正當獲勝。）7月1日~7月15日開始的日本電視台盃與DDT的飯伏幸太一同參加次重量級雙打的比賽。雖然得到了六分的積分，但在最終戰敗給了KENTA&石森太二組，最後以第二名作收。之後進行的GHC重量級挑戰者決定戰，在優勝決定戰時對上森嶋猛，丸藤正道獲得勝利，取得了對第11代GHC重量級王者三澤光晴的挑戰權。隨後使用挑戰權挑戰三澤光晴的腰帶，但三澤光晴以26分28秒的時間，以變形綠寶石飛瀑怒濤擊敗丸藤正道。2007年10月27日，與杉浦貴組雙打隊伍，挑戰GHC雙打王者Buchanan&D'Lo Brown，在25分鐘超激烈的戰鬥中獲得勝利，成為第16代GHC雙打王者。

## 獲得頭銜

### NOAH
GHC重量級冠軍
第10代
第22代
第24代
第35代
GHC雙打冠軍
第10代，搭檔鈴木實
第16代、第27代、第67代，搭檔杉浦貴
第34代，搭檔矢野通
第39代，搭檔邁巴赫谷口
第45代，搭檔齊藤彰俊
第52代，搭檔望月成晃
第57代，搭檔武藤敬司（2021年11月13日）
GHC次重量級冠軍
第3代
GHC次重量級雙打冠軍
初代 & KENTA
第13代 & 青木篤志
GHC無差別級冠軍
第2代
2天雙打隊伍錦標賽
2004年優勝 & 力皇猛
Global League
2015年優勝
Global Tag League
2012年優勝 & 莫罕默德 ·尤內
2016年優勝 & 矢野通
2017年優勝 & 邁巴赫谷口
※團體創立初期設立的冠軍全部都曾經戴冠過

### 全日本
世界次重量級冠軍
第27代
冠軍嘉年華
2018年優勝

### 新日本
IWGP次重量級冠軍
第59代

### 阿帕契摔角軍
WEW雙打冠軍（World Entertainment Wrestling）
第8代 & 本田多聞

### DDT職業摔角聯盟
KO-D雙打冠軍
第62代 & HARASHIMA

### 超級J盃
第4回優勝
第5回優勝

### Differ盃
第2回優勝

### 職業摔角大賞
1999年 新人賞
2003年 最優秀雙打隊伍賞 (搭檔為KENTA)
2006年 殊勲賞、年度最佳比賽賞  (丸藤正道 vs KENTA)
2008年 年度最佳比賽賞 (丸藤正道 vs 近藤修司)
2016年 年度最佳比賽賞 (丸藤正道 vs 岡田和睦)
2018年 殊勲賞

## 主要招式

### 絕招
不知火（SHIRANUI）
站在角柱的前面，讓對手在面向自己背後的狀態，用手扣住對手的頭部，利用角柱往空中移動並使出月面宙返，讓對手的後腦會撞到地面的招式。從出道時就一直使用，為此招式的發明人，因此成為丸藤正道的代名詞。
有利用角柱使用的雪崩式，繩索旁邊使用的斷崖式，利用鐵柵欄使出的場外式，對手被搭檔架在肩膀上使出的雙重衝擊式，請搭檔（也有過用裁判或是場外的人）當作台階...等等，具有相當多種的變化，也曾經將對手的背部當作鐵柵欄來使用過。
沒什麼人可以跟丸藤正道一樣對於不知火擁有如此深入的技巧，而Ultimo Dragon的場飛不知火是ASAI DTT的改良型，落地的姿勢與頭部的固定方法不太一樣，但是都屬於同型。
不知火·改
與一般的不知火不同，是站在角柱的頂端面向對手將頭部扣住，以這個體勢自己使出月面宙返，而對手的背部將會強烈的撞到地面上。一開始被稱呼為雪崩式裡不知火，後來才改稱為不知火·改。並非原創招式，美國地下摔角團體的Spanish Fly才是元組。
裡不知火
跟一般的不知火不一樣的地方是，一開始是讓對手背對在自己的背後，這樣的不知火會讓對手以臉部撞擊地面。最近沒在使用。

### 打擊技
穿刺式反向肘擊（三角肘擊）
將對手放置於角落，從場中衝向繩索，踩上繩索後跳向對手並使出肘擊，特徵為滯空時間很長。
斧爆彈
從以前就用到現在的招式。最近常常會製造時間差來混亂對手再使用。
橋式踢擊
將身體壓低至對手的半身以下，然後往對手的下顎以單腳進行強烈踢擊（也是經常使用的招式）。
＊踢擊出去之後有很大的機率會順勢殺出不知火。
虎王
原地跳躍式單膝膝擊，針對對手下巴的攻擊。

### 摔技
キャプチュード
對手踢擊的時候抓住對方的腿，接著制住對方的頭部後往後拋出。面對經常使用踢擊的KENTA時常常使用這招。
交叉式原爆固定
站在對手的背後，將對手的手與自己的手在對手的前面固定住，之後往後拋出。
垂直落下式魔神風車DDT（正式名稱不明）
正式名稱不明。站在對手的面前，將左手把對手的頭夾在腋下，右手把對手的左手在對手的背後反向固定住，以這樣的狀態將對手直接往上拉，然後讓對手的頭頂直接撞擊地面。目前只有對KENTA戰時使用過而已。
龍捲腳
抓住對手的腳之後，全身往內側迴轉，之後會讓對手的膝蓋造成傷害的招式。雪崩式龍捲腳則是先將對手的腳掛在繩索上再來使用，最近使用的機會非常多，而在那之後有時會進行足部四字固定。
地軸移動（變形漁人式落下技）
左腕扣住對手的頭部，右腕將對手的左腿抬起來，以這個體勢將對手全身抬起來之後，朝自己的左邊作半回轉，左腕這時依舊固定住對手的頭部，最後會讓對手的後腦撞擊到地面。丸藤正道曾經以這一招擊敗森嶋猛，贏得GHC重量級次期挑戰者決定戰。
村正
先站在對手的背後，左腕將對手的左腿往上抬後隨即使用岩石落下技，之後立刻切入折刀式單腳蝦固定技進行壓制。非常少用的招式，目前只有在2006年1月22日對KENTA一戰使用過。
猛虎綠寶石飛瀑怒濤
融合了三澤光晴的「虎型螺絲坐擊」跟「綠寶石飛瀑怒濤」。先以虎型螺絲坐擊的起手式將對手抓起，再以綠寶石飛瀑怒濤的方式落下，這是為了繼承三澤意志所開發出來的絕招。
變形綠寶石飛瀑怒濤（地軸移動式綠寶石飛瀑怒濤）
起手式為地軸移動，再以綠寶石飛瀑怒濤的方式落下。丸藤曾在2014/7/5有明大會上，以這招擊敗新日本選手永田裕志，相隔8年再次成為GHC重量級冠軍。

### 關節技
眼鏡蛇纏身式三角鎖
從眼鏡蛇纏身固定開始的狀態切換至三角鎖的複合式關節技。
飛龍纏身固定
以雙腳將對方的身體夾住的飛龍固定式。
完美臉部固定
師承三澤光晴的臉部固定加強版，正面面對選手，以雙臂同時纏繞固定住對方的右手臂跟臉部。

### 固定技
豪州式原爆固定
被認為是猛虎原爆固定原型技。轉到對手的身後，將對手的雙手以自己的雙手在對手背後固定住後，以往後倒的姿態讓對手一邊擠壓一邊滑行於地面，並以對手的肩膀為點做出橋型體位。名為原爆固定的原因是因為這招並非摔技。
完璧蝦固（完美的單腳蝦固定技）
將對手的雙手及左腳，各自以自己的手足進行固定狀態的變形單腳蝦固定技。此為去歐洲遠征時開發的招式。
完璧首固（完美的頭部固定技）
丸藤正道的得意招式之一，特徵是會將對手捲成一團。左手抓住對手的左手並制住右腿後，接著兩腿制住對手的左腿，再來右手制住對手的頭部之後以右上半身進行壓制。丸藤正道以這招擊敗秋山準，達成史上第一位GHC全冠制霸的紀錄。
チョココロネ（螺旋纏身式單腳蝦固定技）
丸藤正道的得意技倆之一，轉身到對手的背後之後，以複雜的動作迷幻對手，最終進行單腳蝦固定。

### 飛天技
低空飛彈踢擊
站在角柱的頂端，往對手的膝蓋踢擊而去。
無接觸式斷崖飛彈踢擊
面對位於場外的對手，只用手接觸頂端繩索的方式飛躍過去，然後進行飛彈踢擊的高難度招式。2006年1月22日對上KENTA戰首次披露。
FROM CORNER TO CORNER
將對手倒掛在角柱上，然後走向另一端的繩索後面，接著踩上繩索，飛跳至對手的方向進行顏面踢擊，是非常具有魅力的招式。這一招並非是丸藤正道第一次使用，而是美摔選手Rob Van Dam。
FROM CORNER TO SEIMUCORNER（正式名稱不明）
為CIMA的同名技。（應該是跟FROM CORNER TO CORNER差不多）
La Quebrada（斷崖式月面宙返）
站在擂台邊緣，身體面向繩索，雙手先抓住繩索後往後拉扯，之後跳上繩索利用反動力往場外的對手使出月面宙返的危險技。丸藤正道很敢對位於鐵柵欄外側的對手使出這招。
跳水式落下技
從腳柱頂端往下跳向對手，並在空中拉一杆的常用招式。這招也是丸藤正道的師父三澤光晴的常用招式，只是丸藤正道拉杆拉的更好更漂亮。
鳳凰翔舞
面向場外的方向站在角柱頂端，然後以450度後空翻的方式全身撲擊對手。使用這招最有名的人是FMW的鳥人。
流星撲擊
跟鳳凰翔舞類似，只是一開始是以面向對手的方式，直接在空中翻轉450度後撲擊對手。此為「獸神雷牙」有名的必殺技。曾經在2004年7月10日東京巨蛋大會時，與KENTA打GHC次重量級雙打比賽時使用過。丸藤正道說這是他最棒的招式。

## 出場主題曲
為了自己喜歡的電玩遊戲，從菜鳥時期就用Dance Dance Revolution的歌曲。
- BRILLIANT 2U / NAOKI
- 5,6,7,8 / The Steps

為了演出電視節目"めちゃ×2イケてるッ!"，三澤光晴以半脅迫的方式要求使用這首歌。但是那場比賽打輸之後，就沒有在使用過了。
- HYSTERIC
- HYSTERIC（Trance Version）